# Грести Роуд
Александра Стэдиум (англ. Alexandra Stadium; также часто Грести Роуд (англ. Gresty Road), реже The Crest, The Stainton) — футбольный стадион в Кру, графство Чешир, Англия вместимостью 10 153 человека. Домашний стадион команды Кру Александра.

## История
Клуб Кру изначально играл на Alexandra Recreation Ground (мультиспортивной площадке), находящейся на Грести Роуд и расположенной к северу от текущего местоположения.
В 1906 году освободилось место для строительства новых железнодорожных линий, и был построен стадион. После пожара, новая Главная трибуна была построена на южной стороне в 1932 году; на ней 30 января 1960 года был установлен рекорд посещаемости в 20 000 человек на матче Кубка Англии против Тоттенхэма.
В 1984 году на стадионе прошёл первый полуфинал Евро-1984 среди женщин между женскими сборными Англии и Дании.
В 1990-е годы стадион был реконструирован, трибуны стали окружать поле со всех четырёх сторон.
31 мая 2015 года на стадионе состоялся первый международный товарищеский матч между сборными Северной Ирландии и Катара.

## Трибуны
- The Air Products Stand (ранее Рейлтрек Стенд (Railtrack Stand) до изменения спонсорства) — построена до сезона 1999—2000 годов на сумму 5,2 млн £. Трибуна вмещает 6809 зрителей, также там находятся служебные помещения клуба.
- The Mark Price Stand (также Gresty Road End), вмещает 982 зрителей и четыре места для зрителей с ограниченными возможностями.
- The Wulvern Housing Stand (также Railway End), вмещает 682 зрителей.
- The Whitby Morrison Ice Cream Vans Stand (изначально Popular Side), вмещает 1680 зрителей.